# Грант Бремвелл
Грант Бремвелл (англ. Grant Bramwell, нар. 28 січня 1961, Гісборн) — новозеландський веслувальник на байдарках, олімпійський чемпіон 1984 року, призер чемпіонату світу.

## Кар'єра
Грант Бремвелл народився 28 січня 1961 року в місті Гісборн.
На Олімпійських іграх 1984 року Бремвелл виступав у заїзді байдарок-четвірок та став олімпійським чемпіоном на дистанції 1000 метрів (окрім Бремвелла в складі екіпажу були: Ієн Фергюсон, Алан Томпсон та Пол Макдональд). 
У 1985 році виграв свою єдину медаль чемпіонатів світу, ставши третім на дистанції 10000 метрів. На Олімпійських іграх 1988 року спортсмену не вдалося захистити титул олімпійського чемпіона у байдарках-четвірках на дистанції 1000 метрів. Його екіпаж зупинився на стадії півфіналу.  

## Виступи на Олімпійських іграх
| Олімпіада         | Дисципліна                     | Місце     |
| ----------------- | ------------------------------ | --------- |
| Лос-Анджелес 1984 | байдарки-четвірки, 1000 метрів | 1         |
| Сеул 1988         | байдарки-четвірки, 1000 метрів | 4 h2 r3/4 |